# Khu vực mậu dịch tự do

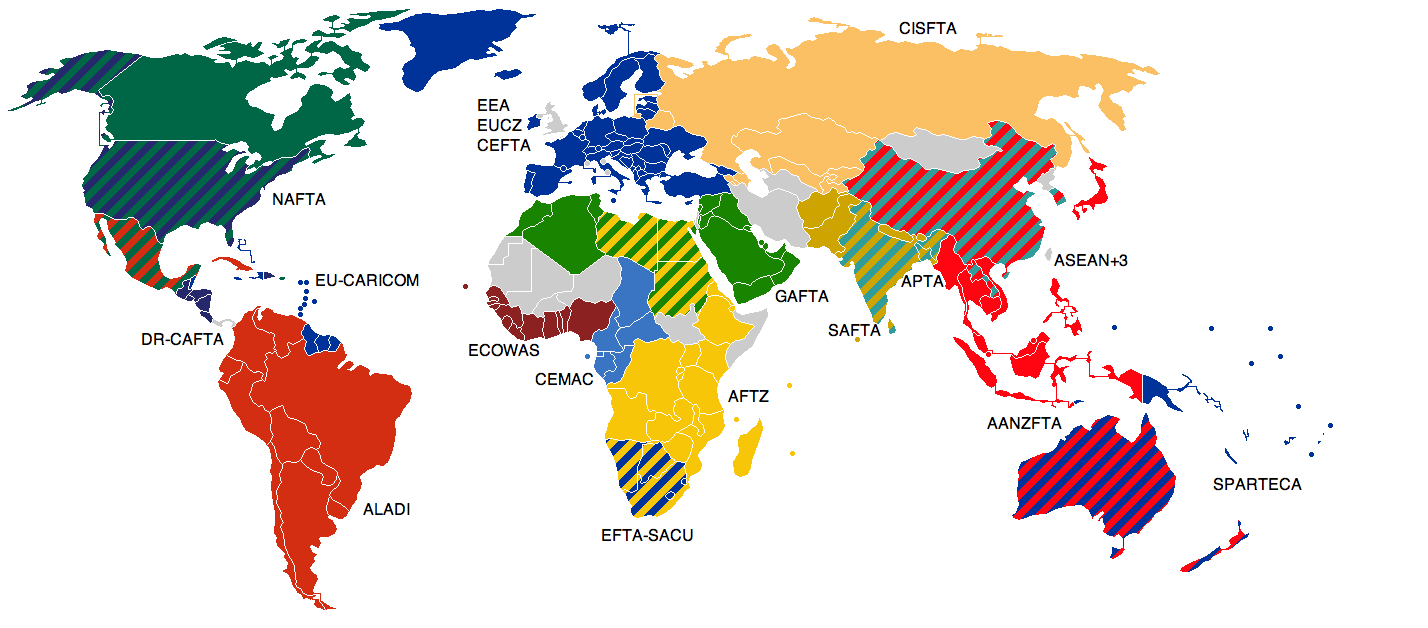
Các khu vực mậu dịch tự do trên thế giới

Khu vực mậu dịch tự do là một thể loại của khối thương mại, một nhóm các quốc gia được thiết lập mà đã đồng ý để loại trừ thuế quan, hạn ngạch, và ưu đãi trong phần lớn trao đổi thương mại hàng hóa và dịch vụ giữa các quốc gia trong nhóm. Nó có thể được coi là giai đoạn thứ hai của Hội nhập kinh tế. Các nước chọn loại hình hội nhập kinh tế nếu cơ cấu kinh tế của họ được bổ sung.
Khu vực mậu dịch tự do là hình thức liên kết kinh tế quốc tế trong đó các nước thành viên thỏa thuận với nhau về việc giảm hoặc xóa bỏ hàng rào thuế quan và các biện pháp hạn chế về số lượng, tiến tới hình thành một thị trường thống nhất về hàng hóa và dịch vụ. Tuy nhiên các nước thành viên vẫn giữ được quyền độc lập tự chủ trong quan hệ buôn bán với các nước ngoài khu vực. Nói cách khác, những thành viên của FTA có thể duy trì những thuế quan riêng và những hàng rào thương mại khác đối với thế giới bên ngoài.